# Dibbelabbes
Dibbelabbes o Döbbekuchen (solo de forma hablada se puede mencionar como "Topflappen", "Topfkuchen") es una especialidad culinaria típica de las montañas de Eifel, en Saarland, Rheinland, y en Westerwald se suele tomar como un plato de patata. En la comarca del Mosel y en Hunsrück se le conoce como Schales, indicando que su procedencia es Tscholent (Cocina de origen judío).

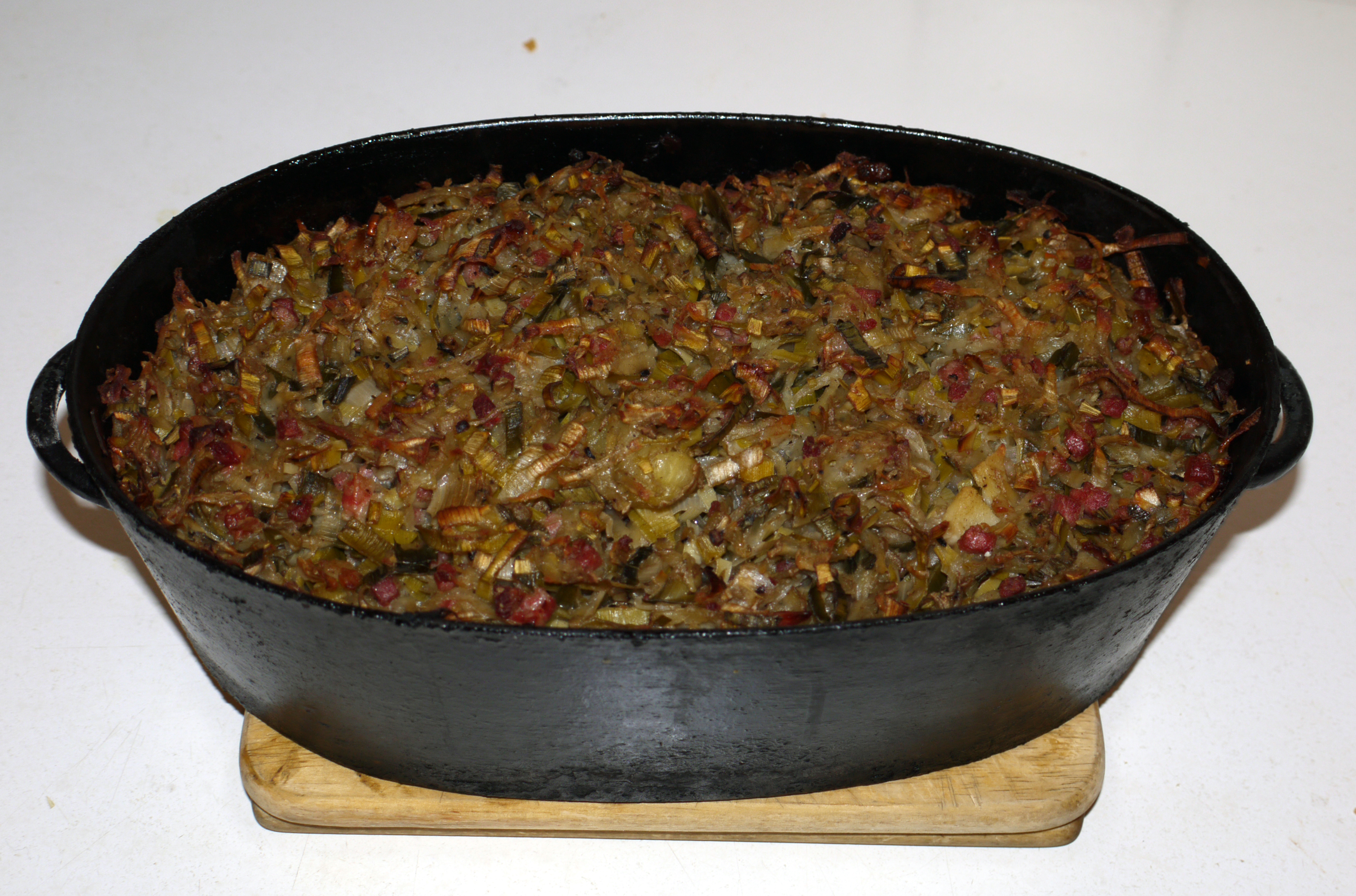
Schales, come se le hace en el Saarland.

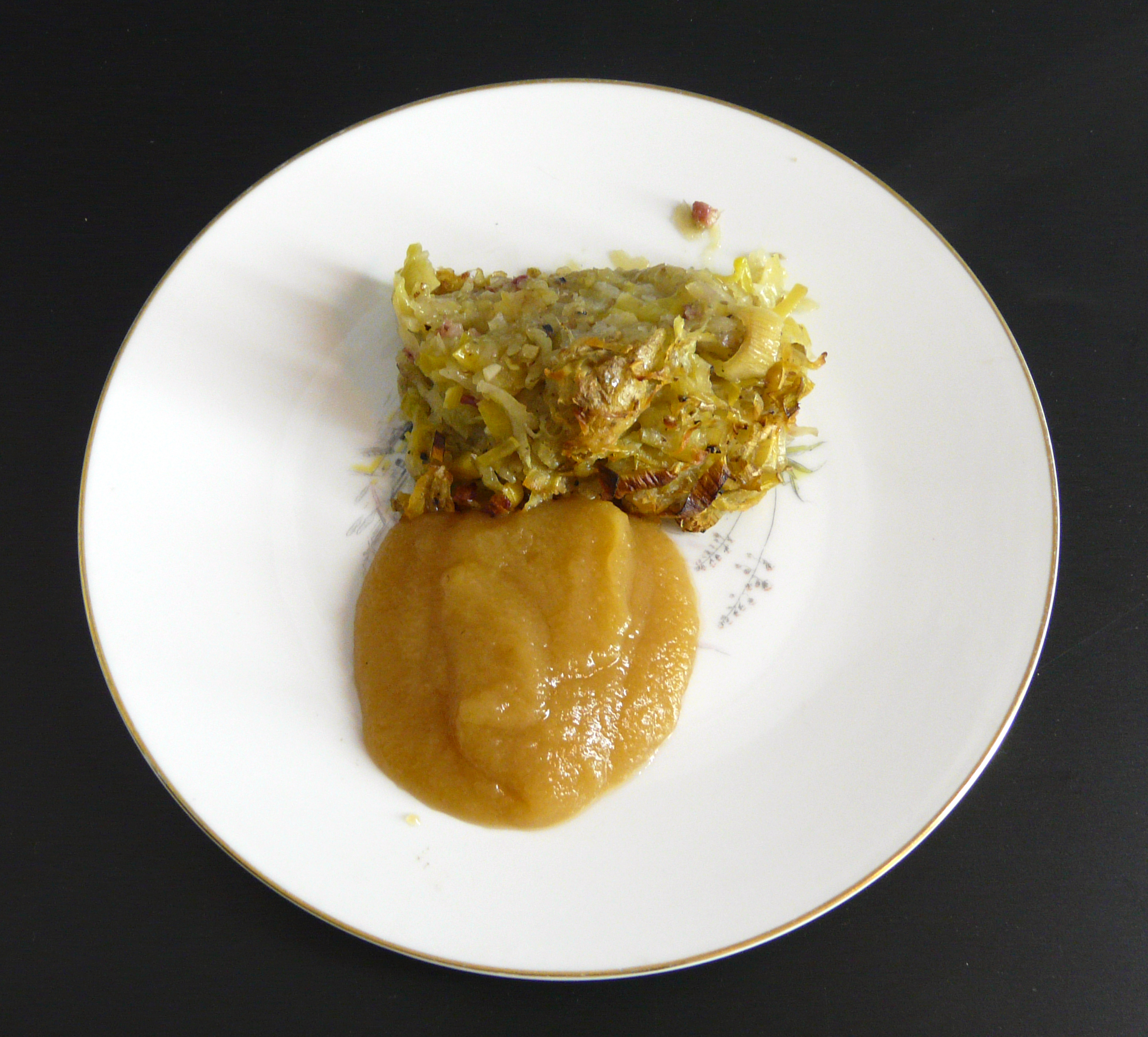
Schales.

## Ingredientes y Servir
Para la preparación de este plato se rallan patatas crudas, se hace una masa con cebollas ralladas o en dados y se añade carne seca (o Räucherspeck) o Mettwurst y huevo. Según la receta se añade ajo o puerro cortado en aros. Se cocina en una especie de sartén pesada y durante esa cocción se agita constantemente (variante Dibbelabbes) y se para solo para disolver los ingredientes mezclados, terminando el proceso cuando la carne llega a estar crujiente. La variante Schales permite elaborarse en el horno primero con tapa y luego sin ella para que se gratine. Se sirve con compota de manzana o una ensalada de endivias.

## Variantes
Una variante de este plato es el Pulschder en la región de Nahe, denominado: Potthucke que procede de Sauerland, el Rösti en Suiza y el Americano de Norte: Hash browns.